# Piorun (missile)
Le Piorun (qui signifie « coup de foudre » en polonais) est un missile sol-air très courte portée (« SATCP »), ou MANPADS en anglais, du groupe industriel polonais PGZ. C'est un système de défense aérienne portable conçu pour détruire les avions volant à basse altitude, les hélicoptères et les véhicules aériens sans pilote. L'ensemble résulte d'une profonde modernisation de l'ensemble PZR Grom, donc la deuxième désignation du missile est GROM-M,. Le nom complet de l'ensemble est PPZR Piorun (pol. Przenośny Przeciwlotniczy Zestaw Rakietowy Piorun).

## Données techniques
| Nombre d'opérateurs                                              | 1 personne          |
| Masse de l'ensemble                                              | 16,5 kg             |
| Masse du missile                                                 | 10,5 kg             |
| Masse de la charge explosive                                     | 1,82 kg             |
| Taille du missile                                                | 1596 mm             |
| Diamètre du missile                                              | 72 mm               |
| Vitesse maximale du missile                                      | 660 m/s             |
| Vitesse maximale des cibles en: - acquisition - course poursuite | - 400 m/s - 320 m/s |
| Portée de détection                                              | 8 000m              |
| Rayon d'action minimal-maximal pour atteindre la cible           | 400-6 500 m         |
| Altitude minimale-maximale pour détruire la cible                | 10-4 000 m          |
| Système de guidage                                               | infrarouge passif   |

## Pays utilisateurs
- Pologne - Fin 2021, 730 missiles et 260 postes de tirs ont été livrés
- Ukraine - Des livraisons ont été faites en 2022, plus ou moins secrètement[3],[4] dans le cadre de l'invasion russe de l'Ukraine, plusieurs appareils russes ont été abattus, dont des avions (Su-34, Su-25) et des hélicoptères (Mi-24) par des missiles Piorun[5],[6],[7]
- États-Unis - devant le succès du Piorun en Ukraine (jugé parfois supérieur au Stinger américain), les États-Unis auraient envisagé de commander plusieurs centaines de missiles au fabricant polonais[8],[9]
- Estonie - L'Estonie commande en septembre 2022 300 missiles et 100 lanceurs. La livraison est prévue au début de l'année 2023[10]
- Norvège - La Norvège commande en novembre 2022 des systèmes Piorun pour un montant d'environ 350 millions de couronnes norvégiennes[11]
- Lituanie - nombre inconnu[12]
- Lettonie - nombre inconnu, commandés en 2023[13]
- Moldavie - nombre inconnu, commandés en 2024
- Belgique - En mai 2025, la Belgique signe une lettre d’intention pour 200 à 300 systèmes[14]